# Списак литванских владара
Ово је списак литванских владара од Ригнолда до Миндаугаса II.

## Пре настанка Литванске државе
| Династија              | Владар                  | Раздобље            | Напомене |
| ---------------------- | ----------------------- | ------------------- | --- |
| Рингаудасова династија | Ригнолд (Ringaudas)     | 1214. – после 1219. | - Био је велики војвода литванских племена и сукобљавао се са Галицијом-Волинијом; - Био је потиснут од стране Крсташа и повукао се на теристорије руских земаља.                                       |
| Даујотасова династија  | Даујотас                | 1214. – после 1219. | - О њему се зна само да је био велики војвода литванских племена и сукобљавао се са Галицијом-Волинијом; - Био је потиснут од стране Крсташа и повукао се на теристорије руских земаља.                 |
| Даујотасова династија  | Валикаила               | после 1219.         | Брат Даујотаса; - О њему се зна само да је био велики војвода литванских племена и сукобљавао се са Галицијом-Волинијом; - Био је потиснут од стране Крсташа и повукао се на теристорије руских земаља. |
| Династија Кентаурас    | Живинбудас              | после 1219.         | - Био је велики војвода литванских племена, наследио је Рингаудаса и сукобљавао се са Галицијом-Волинијом; - Био је потиснут од стране Крсташа и повукао се на теристорије руских земаља.               |
| Рингаудасова династија | Довспрунк (Dausprungas) | после 1219. – 1238. | Син Рингаудаса; - Наследио је Живинбудаса као велики војвода Литваније и сукобљавао се са Галицијом-Волинијом; - Био је потиснут од стране Крсташа и повукао се на територије руских земаља.            |

## Велика кнежевина Литванија
| Династија                  | Владар                                         | Раздобље      | Напомене | Слика                 |
| -------------------------- | ---------------------------------------------- | ------------- | --- | --------------------- |
| Династија Миндаугас        | Миндовг                                        | 1236. – 1263. | Син Ригнолда; - Уједињење Литванских племена из басена Њемена у моћну Литванску државу; - Потиснут је из руских земаља; - Неуспешни сукоби са Галицијом-Волинијом; - 1251. - крстио се да би умањио притиске са крсташа; - 1253. - добио је краљевску круну од папе Иноћентија IV; - Од 1253. до 1263. - сукоби са Руским државицама и са Монголима; - Крајем педесетих година XIII века - крсташи су закорачили у Жемајтију узрокујући локалну побуну: Миндаугас подржава побуну и враћа се паганским обичајима, због чега је и убијен 1263. године. | Миндаугас             |
| Династија Миндаугас        | Тројнат (Treniota)                             | 1263. – 1265. | Син Миндаугасове сестре непознатог имена; - 1263. — искористио је стричеву смрт да би се докопао власти; - 1265. — убијен је и велики кнез постаје Ваишвилкас. | Тројнат               |
| Династија Миндаугас        | Ваишвилкас                                     | 1265. – 1267. | Син Миндаугаса; - 1265. — Тројнат је убијен и Ваишвилкас постаје велики кнез; - Повратак хришћанства у Литванију; - 1265. — његова војска предвођена кнезом Василикијем и његовим шураком, кнезом Шварном упада у Малопољску: пљачка Скаризева, Тарчкуа, Вислице, Хелма, Бјале, Лублина и Червјења. - 1266. — пољска контраофанзива и опсада Белза; - 19. јун - Шварно је побећен у бици код Врата; - 1266. — мир са Пољском; - 1267. — замонашио се и престо препустио Шварну. | Ваишвилкас            |
| Рјуриковичи                | Шварно Данилович (Švarnas)                     | 1267. – 1269. | Ваишвилкасов шурак; - Био је краљ Галиције-Волиније; - 1267. — Ваишвилкас се замонашио и Шварно постаје велики кнез; - хришћанство у Литванији; - 1269. — умро је у тамници у Хелму. |                       |
| Династија Кентаурас        | Тројден (Traidens)                             | 1270. – 1282. | Син Живинбудаса; - 1270. — Изабран је за великог кнеза; - Јак владар; - Успео је одбити све нападе Тевтонских витезова; - Јаке трговачке везе са Русијом и Ливонијом; - Повратак паганизма у Литванију; - Ширење ка југу и југоистоку; - Инвазије на Пољску (1273—1278); - 1273. - обнова сукоба са Пољском; - 1278. - инвазија на Лублин: пораз у бици код Лукува; - 1278. - конгрес у Ленду: склапање мира са Пољском. | Тројден               |
| Династија Миндаугас        | Довмонт (Daumantas)                            | 1282. – 1285. | Миндаугасов далеки рођак; - Пре доласка на престо је владао Псковом; - 1282. — он из Пскова упада у Литванију и осваја је; - Повратак хришћанства у Литванију: походи против паганских Литванаца у Полоцку; - 1282. — наставак упада у Пољску: литвански пораз код села Ровини; - Сукоби са Тевтонским витезовима; - 1285. — умро је и проглашен је за православног свеца. |                       |
| Династија Гедимина         | Бутигеидас                                     | 1285. – 1291. | Порекло непознато; - Један од оснивача династије Гедиминас; - Паганизам у Литванији; - Од 1290. - Ливонска племена су уништена: рат са Тевтонским витезовима. |                       |
| Династија Гедимина         | Пукуверас                                      | 1291. – 1295. | Бутигеидасов брат; - Један од оснивача династије Гедиминас; - Паганизам у Литванији; - Рат са Тевтонским витезовима; - 1292. - пљачкашки походи у Пољску: Пољаци позивају у помоћ Тевтонске витезове. |                       |
| Династија Гедимина         | Витенис                                        | 1295. – 1315. | Пукуверасов син; - Један од оснивача династије Гедиминас; - Паганизам у Литванији; - Пљачкашки походи у Пољску: Пољаци позивају у помоћ Тевтонске витезове; - Рат са Тевтонским витезовима; - 1296. - Литванци проваљују у Ливонију; - 1298. - походи против Риге; - 1307. - пао је Полоцк; - Освајање Минска, Пинска и Турова; - (1311—1315) - походи на Прусе. | Витенис               |
| Династија Гедимина         | Гедимин                                        | 1315. – 1341. | Пукуверасов син; - (1315—1322) Престолница државе била је у северозападној Литванији у граду Пограудену; - 1322. - престолница државе је премештена у Вилњус; - Паганизам у Литванији, али и толеранција према свим хришћанима; - Освајање великих делова западне Русије; - 1318. - његов син је женидбом са владарком Витерпска добио тај град; - 1323. - освојио је Кијев и започео освајање Волиније; - 1326. - освојио је Минск; - Освојен је Туров и Пинск; - 1340. - освојена је Волинија; - 1322. - папа је послао легате да крсте Гедиминаса, али он је то одбио; - Сукоби са Тевтонским витезовима око Жемајтије: окончан Вилњуским миром 1323., који је подржан од папе 1324; - Од 1330. - походи на Прусе: успешно ратовање с њима; - 1337. - упади у Пољску; - 1341. - погинуо је у бици.               | Гедиминас             |
| Династија Гедимина         | Јанунутис                                      | 1341. – 1345. | Син Гедиминаса и Јевне Ивановне; - 1341. - наследио је оца погинулог у боју; - 1345. - брат Алгирдас га је збацио с престола и он бежи у руске земље. |                       |
| Династија Гедимина         | Алгирдас                                       | 1345. – 1377. | Син Гедиминаса и Јевне Ивановне; - 1345. - свргнуо је брата с власти; - Освајања на истоку: кнежевине Чернигов, Перејаслављ и Кијев га признају за врховног господара уместо кана Златне хорде; - Основана прва руска православна митрополија у Литванији; - 1370. - његов брат војвода Кестутис је заједно са Лубартом Луцким опсео стари дрвени дворац Володимир: дворац се предао и разорен је; - 1376. - Кестутис и Лубарт су са Јиржијем Белзким преко реке Сан, код Завихоста, упали у Пољску и освојили и опљачкали многа села на Висли и продрли до града Тарнова и извршили масакр становништва: страдали су: Лублин, Сандомјеж и Галиција, а освојени су Белз и Хелм. - 1377. - Пољска експедиција против Литванаца: губитак Хелма и Белза.                                                               | Гедиминас             |
| Јагелонци                  | Јогаила Алгирдаитис                            | 1377. – 1381. | Син Алгирдаса и Јулијане Александрович; - Младост му је била несрећна; - Био је мршав, благо сужаване браде. Глава му је била мала, скоро је био протпуно ћелав, имао је црн мале очи, велике уши, дубоки глас, говорио је брзо, имао је и дуг и танак врат; - 1377. - наследио је оца на престолу; - Борио се против Велике Московске кнежевине и Велике кнежевине Владимира: неуспех; - 1382. - после дуге борбе стриц га је збацио с власти. | Јогаила               |
| Династија Гедимина         | Војвода Кестутис                               | 1381. – 1382. | Син Гедиминаса и Јевне Ивановне; - 1381. - после дуге борбе је свргнуо синовца с власти; - 1382. - погинуо је у побуни која је избила против његове власти. | Кестутис              |
| Персонална унија с Пољском |                                                |               | |                       |
| Јагелонци                  | Јогаила Алгирдаитис друга владавина            | 1382. – 1398. | - мај 1385. - венчање са Јадвигом Пољском, његово примање католицизма (при крштењу је његово име промењено у Владислав Јагело) и крунисање за пољског краља; - Тада само племство у Литванији прима католицизам, Тевтонски ред више нема право да напада Литванију под изговором крсташког рата; - 1385. — Унија из Крева: формирана је персонална унија између Литваније и Пољске; - 1398. - нови тевтонски напад: Пољаци и Литванци су неспремни, а његов рођак Витолд је заједно са Тевтонцима, покушава да отме власт у Литванији, али Владислав потписује Островски споразум, којим Витаутасу даје власт над Литванијом, а он наставља да буде краљ Пољско-Литванске уније; - Био је витез реда Змаја. | Јогаила               |
| Династија Гедимина         | Витолд                                         | 1398. – 1430. | Син Кестутиса и Бируте; - 1398. - нови тевтонски напад: Пољаци и Литванци су неспремни, а његов рођак Витолд је заједно са Тевтонцима, покушава да отме власт у Литванији, али Владислав потписује Островски споразум, којим Витаутасу даје власт над Литванијом, а он наставља да буде краљ Пољско-Литванске уније; - 1401. — Унија из Вилњуса и Радома: Литванија добија велику аутономију; - Рат против Тевтонске државе; - 1409. - успешна тевтонска инвазија против Пољске и Литваније; - 1409. - Литванци и Пољаци су их одбили и освојили Бамберг; - 1409. - склопљен привремени мир; - 15. јул 1410. - Битка код Гринвалда: уклањање тевтонске опасности, чији ред се више никад није усудио окренути се против Пољске; - 1413. — Унија из Хродла; - Одбио је краљевску круну имајући обзира према Јогаили. | Витаутас              |
| Династија Гедимина         | Швитригаила                                    | 1430. – 1432. | Син Алгирдаса и Јулијане Тверске; - 1430. - на престо га је довео Јогаила без икаквог консултовања с племством; - 1431. - конгрес у Сандомјежу: племство га прихвата за великог кнеза, под условом да се крунише за краља, што му Јогаила забрањује; - 1431. - у савезу са Тевтонцима се побунио против пољске власти: неуспех; - 1432. - пораз под Ашмјанијем и бег у Витепск: нови велики кнез постаје Жигмунд Кестутаитис. | Швитригаила           |
| Династија Гедимина         | Жигмунд I Кестутаитис (Žygimantas Kęstutaitis) | 1432. – 1440. | Син Кестутиса и Бируте, брат Витаутаса Великог; - 1432. - Швитригаила је поражен под Ашмјанијем и побегао је у Витепск: Жигмунд је постао велики кнез Литваније; - Од 1432. до 1434. - Унија из Гродна; - 1434. - Јогаила га је признао за великог кнеза; - 1435. - рат против Тевтонских витезова; - 1. септембар 1435. - Битка код Швидругела: пораз и губитак Ливоније и Велкомјерша; - 31. децембар 1435. - дошло је до тевтонско-литванског уговора у Бжешћу Кујавском; - 1437. - испуњени су услови мира: Гродно је предато Тевтонцима, а Тевтонци су признали суверенитет Пољске над Великом кнежевином Литванијом. | Жигмунд I Кестутаитис |

## Пољско-литванска унија
| Династија | Владар                                  | Раздобље      | Напомене | Слика                |
| --------- | --------------------------------------- | ------------- | --- | -------------------- |
| Јагелонци | Казимир IV (Kazimieras IV)              | 1440. – 1492. | Син Јогаиле и Софије Халшанске; - Био је висок растом; био је ћелав, као његов отац; био је мршав; од раног детињства до старости, волео је лов; - 1440 - на позив литванских племића преузео је власт у Литванији; - За време његове малолетности, истинску власт су држали племићи; - 1445. - изабран је за краља Пољске; - 25. јуна 1447. - постао је краљ Пољске; - 1454. — Отишао је у рат против Тевтонског реда и победио га је и освојио Пруску; - 1457. - претендент за угарско-бохмијски престо. | Казимир IV           |
| Јагелонци | Александар I Пољски (Aleksandras)       | 1492. – 1505. | Син Казимира Јагела и Елизабете Хабзбуршке; - Био је средњег раста, имао је танко лице и био је проћелав. Био је ћутљив, али је имао смисао за хумор; - Од 1492. до 1501. - само је владао Литванијом; - 1499. — Унија из Кракова и Вилњуса; - 1501. - Унија из Мјелника: поново је ујединио Пољску и Литванијом; - Литванију су опустошили Татари; - Стефан Велики је освојио Покутију; - Московски кнез Иван III је освојио Меценск, Серпејск, Бријанск, Дорогобуж и Путивљ; - После тога Александар се окренуо ратовању са Молдавијом; - 1505. - донети нови закони тј. нови устав: ограничава се краљева моћ у корист властеле; - На самрти наредио је напад на Татаре: - Битка код Клецког, победа над Татарима.                                                                                               | Александар Јагелонац |
| Јагелонци | Жигмунд I Пољски (Žygimantas Senasis)   | 1506. – 1548. | Син Казимира Јагела и Елизабете Хабзбуршке; - Коса му је била тамна, имао је велике обрве, претеће очи, образе обојене природним руменилом; Цео став је изазвао поштовање; Био је и мудре природе; - Ра против Русије (1507—1508) - Водио је рат против Пруске: - 1521. - Пораз Тевтонских витезова и њихово покоравање; - Татари, по наређењу Турака, у неколико наврата проваљују у Пољску; - Мир с Турцима 1525., на три године; - 1529. - освајање Мазовије; - Рефоримисао је правосуђе; - Раст економије; - Био је мецена уметности; | Жигмунд Стари        |
| Јагелонци | Жигмунд II Пољски (Žygimantas Augustas) | 1548. – 1572. | Син Жигмунда Старог и Боне Сфорца; - Коса му је била тамна, имао је велике обрве, претеће очи, образе обојене природним руменилом; Цео став је изазвао поштовање; Био је и мудре природе; - Ливонски рат (1558—1583): - 1559. - Ливонија се ставља под Жигмундов конкордат; - 2. августа 1560. - Битка код Ермеса: Руси су потукли Ливонце; - 1560. - Пад Фелина под Руску власт; - 1561. - Ливонија се потчињава Литванији; - 1563. - Руси освајају Полоцк, али су поражени на Ули; - Жигмунд покушава да увуче Татаре и Турке у рат против Русије, али је ту имао половични успех; - Турци нису увучени у рат, али Татари покушавају да освоје Москву и поражени су; - 1. јула 1569. - Лублинска унија: остварена реална унија између Пољске и Литваније; Литванија уступила Пољској територије данашње Украјине. | Жигмунд Август       |

## Државна заједница Пољске и Литваније
| Династија                                 | Владар                                                         | Раздобље      | Напомене | Слика                       |
| ----------------------------------------- | -------------------------------------------------------------- | ------------- | --- | --------------------------- |
| Реална унија са Пољском                   |                                                                |               | |                             |
| Изборна монархија - Племство бира монархе |                                                                |               | |                             |
| Династија Валоа                           | Анри III Валоа (Henryk Walezy)                                 | 1573. – 1574. | - Био је висок, са племенитим очима, милостив, тако лепих руку, које није имало ни један човек ни жена у Француској који презентују истовремено пуно достојанства у понашању. - 11. мај 1573. - племство га је изабрало за краља Литваније и Пољске, али је он тада морао бити толерантан према протестантима; - 24. јануар 1574. - завладао је Литваније и Пољске; - Ливонски рат: Руси освајају Естонију - 30. маја умро му је брат Шарл IX и он се 18. јуна потајно вратио из Пољске и преузео француски престо, а Литванци и Пољаци су прогласили да је абдицирао. | Хенрик Валоа                |
| Јагелонци                                 | Ана Јагелонска (Anna Jagiellonka)                              | 1575. – 1586. | Кћерка Жигманда Старог и Боне Сфорца; - Била је ниска, али веома пријатна; - 1576. - удала се за Стефана Баторија, ердељског кнеза; - Ливонски рат: - 1575. - Руси освајају Балтичку луку Пернов; - 1577. - Руси освајају Естонију; - 1577. - Руска царска армија из Пскова напада јужну Ливонију и осваја: Маријенхаузен, Режицу, Даугавпилс...; - 1586. - Стефан Батори је умро и она је сишла с власти. | Ана                         |
| Династија Батори                          | Стефан Батори (Stefan I Batory)                                | 1576. – 1586. | Супруг Ане Јагелонске; - То је био господин велике лепоте, лица мршавог, природно руменог, имао је црну косу, и чудно бели зуби, имао је орловски нос, са којим је личио на Атилу бича Господњег.; - 1576. - на власт је дошао женидбом са Аном Јагелонском; - Брзо се учврстио на престолу уз подршку шљахте и цркве; - Ливонски рат: - 1579. - У настојању да спречи руски излазак на Балтичко море, заратио је с њом; организовао војску ослобођених кметова од 20.000 људи, поред козака и најамника; освојио је Полоцк; - 1581. - Опсада Псакова: пораз пољских трупа; - 15. јануар 1582. - мир у Јам-Запољском: Русија приморана да уступи Ливонију Пољској на 10 година; - 1586. - Стефан Батори је умро и Ана Јегелонска је сишла с власти. | Стефан Батори               |
| Династија Васа                            | Сигисмунд III Васа (Zygmunt III Waza)                          | 1587. – 1632. | - Био је нежења; Био је стаситог струка, великог чела, великог нос, био је стасит, али је имао дугу браду, велике, нежне очи и био је љубазан.; - 18. септембра 1587. - изабран за краља Литваније и Пољске; - Био ватрен католик и борио се против протестаната; - 1592. - наслеђује шведску круну и настоји да Шведској припоји Пољску: отпор пољских магната и цркве; - Пољско-шведски рат (1600—1611): - 1604. - Сигисмунд је сишао са шведског престола; - Битка код поморске базе Пуку: Пољска победа; - 1606. - Битка код Хела: Пољска победа; - 1609. - Битка у Ришком заливу: Пољаци запалили део шведских продова; - Пољско-шведски рат (1617—1629): - 1617. - Сигисмунд објављује рат Шведској: покушава да се врати на шведски престо; - 27. октобар 1627. - Битка код Оливе: пољска победа; - 1628. - Пољска трпи низ пораза: приморана је да се повуче у луку Гдањск; - Порази у копненим биткама: мир у Алтмарку, на пољску штету. | Сигисмунд Васа              |
| Династија Васа                            | Владислав IV Васа (Władysław IV Vasa)                          | 1632. – 1648. | Син Сигисмунда Васе; - Имао је лепо и пријатно лице, са бледо розом кожом. Био је скроман; имао је светлу косу, очи живе, са веселим, али мирним погледом, све световности, имао је дугачак нос, и даље задржавао дечачки став, згодне удове; грациозан говор.; - Успешно је спречио да Пољска буде битније укључена у Тридесетогодишњи рат; - Честе стране инвазије: све су одбијене; - Верска толеранција; - Војне реформе; - Златно доба Пољске; - Напетости у земљи: неслагања племића; - Члан реда Златног руна. | Владислав Васа              |
| Династија Васа                            | Јан II Казимир (Jan II Kazimierz Waza)                         | 1648. – 1668. | Син Сигисмунда Васе; - Јан Казимир је био високог раста, сасвим лепо обликован, и био би леп, да није имао црно лице. Његове карактеристике на први поглед нису баш пријатне. Осим тога нема грациозне покрете тела, и није никакав говорник говора.; - 1648. - побуна козака; - Козаци проглашавају за свог владара руског цара; - Руско-пољски рат (1654—1657); - Био је члан језуита; - Одметање племића; - Рат против Швеђана (1655—1660), тј. Потоп: - Швеђани су освојили скоро целу Пољску, али нису могли да задрже св ту територију, па су се повукли; - Пољска је срављена са земљом; - 1660. - одрекао се права на шведски престо; - Швеђанима је предата Ливонија са Ригом; - 1668. - Јан Казимир је абдицирао и замонашио се у Француској. | Јан Казимир Васа            |
| Династија Вишњевецки                      | Михаил Корибут Вишњевецки (Michał Korybut Wiśniowiecki)        | 1669. – 1673. | - Михал није био богат и зато није могао бити добар владар. Није био ожењен, а био је и млад (са свега 28 година); Био је католик, али није имао никакво политичко искуство, и веће амбиције, дакле, безопасан за Швеђане; - 16. јуна 1669. - Михал је изабран за краља Пољске; - 29. септембра 1669. - крунисан је; - Феудална анархија у Пољско-Литванској унији - 6. октобра 1669. - постаје шпански витез Златног руна; - 12. новембар 1669. - негодовање племић, због његовог избора за краља; - 1670. - почео је враћати козаке под своју власт; - 28. новембра 1670. - побуна у Пруској: - 1671. - нове побуне козака; - 10. децембра 1671. - Турци му објављују рат: захтевају повлачење пољских трупа из Украјине и Подолије; - јун 1572. - Турци упадају у Украјину - Губитак Званца (јула) и Камјанетса (26. августа); - (20 - 29. септембра) Опсада Лавова: успешна одбрана; - Победа над Турцима под градовима: Ухриновом, Њемировом, Калухом, Комарном (септембра) и Петранком (14. октобра); - 18. октобра 1672. - мир са Турцима: Турци добијају Подолију и Украјину (од Дњепра до Дњестра); Република дужна да плаћа годишњи данак Турцима у износу од 22 000 златника - 1672. - смиривање козака; - 27. јуна 1672. државну удар незадовољника; - 6. јуна 1672. - Од папе добио титулу Бранилац вере; - 11. марта 1673. - Турци поново прете ратом: објављивање рата: - Варшава спремљена за одбрану; - Главнокомандујући пољско-литванске војске је Јан Собјески; - Јан упада у Молдавију - 11. октобра Битка код Хотина: победа пољске војске. | Михал                       |
| Династија Собјески                        | Јан III Собјески (Jan III Sobieski)                            | 1673. – 1695. | - Био је леп, висок, дебео у лицу, орловског носа, с очима пуним ватре,, племенит и отворен; - Стабилност Пољско-Литванке уније; - (1674—1676) - рат с Турцима и Татарима: - Битка код Бара (1674): Пољска победа; - Битка код Лавова (1675): Пољска победа; - Битка код Теребовља (1675); - Битка код Војнилова (1675): Пољска победа; - Битка код Журавна (1676): Пољска победа; - Повратак Жоравна, Бара и Решова; - Јан добио надимак Лехистански лав; - Учвршћивање централне власти; - Војне реформе; - (1674—1676) - рат с Турцима и Татарима: - 12. септембар 1683. - Опсада Беча (1683): Јан је победио турску царску армију и одбранио хришћанство; - 7. октобар 1683. - Прва битка код Штурова: Пољски пораз; - 9. октобар 1683. - Друга битка код Штурова: Пољска победа; - 1684. - Битка код Јазловице; - 1684. - Битка код Жвањеца; - 1684. - Битка код Јашија; - 13. септембар 1691. - Битка код Суцеаве: Пољска победа; - 6. октобар 1694. - Битка код Устечкоа: Пољска победа; - 1695. - Татарска инвазија на Републику; - 11—12. фебруар - Битка код Лавова: Пољска победа; - 6. октобар 1694. - Битка код Устечкоа: Пољска победа. | Лехистански лав             |
| Династија Ветин                           | Август II Јаки (August II Mocny)                               | 1697. – 1706. | - Имао је изузетно јаку физичку снагу, због чега је и добио надимке Јаки и Саксонски Херкулес. - Био је мецена уметности и архитектуре, а посебно барока; - Био је јако вешт са пиштољем; - Персонална унија између Саксоније и Пољско-Литванске уније; - Велики северни рат (1700—1721): - Није успео повратити Ливонију; - Водио је политику неискрених савеза: био је на страни Петра Великог: цара Русије, али је закључивао и тајне споразуме са Швеђанима; - август 1706. - Швеђани су га поразили; - 24. септембар 1706. - Алтренштетски мир: Август се одрекао престола у корист Станислава Лешћинског и раскинуо савез са Русијом. | Фридрих Август              |
| Династија Лешћински                       | Станислав Лешћински (Stanisław Leszczyński)                    | 1706. – 1709. | Фридрих Август се одрекао престола у његову корист: - Био је дебео, средње висине, округлог лица, са великим сивим обрвама, орловским носем, са кварним зубима, поцрнелим од пушења; - Био је најмоћнији великопољски племић; - Персонална унија између Саксоније и Пољско-Литванске уније; - Био је антикраљ, јер га је на власт довео шведски краљ, а не племство, које је било верно Августу, који се одрекао престола у његову корист; - 29. октобра 1706. - Битка код Калиша: побуњено племство га је поразило уз помоћ Русије; - 1707. - склопљен тајни пакт о не нападању између козака и Станислава: козаци су враћени под пољску власт, тј. Пољаци су освојили Украјину; - 28. новембар 1708. - победило га је побуњено племство; - 8. јул 1709. - Битка код Подоле: Станислав је поражен од стране руске војске; - 19. августа 1709. - Станислав абдицира у Августову корист. | Станислав Лешћински         |
| Династија Ветин                           | Август II Јаки, друга владавина                                | 1709. – 1733. | - 1709. - обнављање руско-пољског савеза: Август се враћа на престо; - Политика неискрених савеза; - Под утицајем Русије распустио је део војске и ослабио централну власт; - 1717. - измирење са властелом: признат краљем од стране целог народа, али ограничена му је власт. | Фридрих Август              |
| Династија Лешћински                       | Станислав Лешћински, друга владавина                           | 1733. – 1734. | - 12. септембар 1733. - Станислав је изабран за краља; - 1733. - Битка код Вшчна: Пољски пораз; - Персонална унија између Саксоније и Пољско-Литванске уније; - 5. октобра 1233. - за краља је изабран Август III Ветин - децембар 1233. - Август је освојио Краков; - (јануар - 29. мај) 1234. - опсада Гдањска: Руска победа; - 16. јануара 1734. - Руси освајају Торун; - 12. мај 1734. - Руси спаљују Гдањ и Сопот; - 29. мај 1734. - Станислав бежи, прерушен у сељака, у Кенигсберг, а племство га проглашава збаченог са престола. | Станислав Лешћински         |
| Династија Ветин                           | Август III Ветин, (August III Sas)                             | 1734. – 1763. | Син Фридриха Августа и Кристине Еберхардине; - Гледао је људе са висине. Имао је велике обрве, широке груди и био је дебео; имао је озбиљан израз лица; - Волео је уметност и луксуз. - Уз помоћ Руса се домогао власти; - Због његове не заитересованости његове послове је обављао гроф Хајнрих фон Брухл - Није био човек створен за владара; - Признат је за краља само од стране малопољских племића; - Волео је уметност и луксуз; - (1241—1245) - у савезу са Шпанијом, Француском и Баварском, ратовао је Светом римском царству: пораз савезника; - 1256. - рат у Пруској; где је поражена пољска војска | Август III                  |
| Династија Поњатовски                      | Станислав II Август Поњатовски, (Stanisław August Poniatowski) | 1764. – 1791. | - Био је средње висине, добро обликованог тела, био је искрен, пријатних и занимљивих карактеристика оштрих и одлучних. Његова кожа је била бледа, а коса му густа и дуга, а очи црне боје. Станислав није носио перику.; - Пољска под утицајем Русије и Пруске; - Русија контролише племство; - Економске реформе: поништено либерум вето; - Репнинов устав (1767): поништене све Станиславове реформе и враћене су верске слободе; - Католичка црква је устала против устава: Руско-Пољски рат (1768—1772); - 1771. - краљ је киднапован: после пуштања он долази на страну Русије; - Прва подела Пољске: Руси, Аустријанци и Пруси освајају 30% Пољске: Станиславово протестовање; - 1773 скупштина сејм је потврдила поделу - 1791. - мајски устав: земља је реформисана: укинут је либерум вето, као и државна заједница Литваније и Пољске. | Станислав Август Поњатовски |

## Краљевина Литванија (1918)
| Династија              | Владар       | Раздобље      | Напомене | Слика        |
| ---------------------- | ------------ | ------------- | --- | ------------ |
| Виртемберска династија | Миндаугас II | 1918. – 1918. | - 11. јул 1918. - Савет Литваније Немца Вилхелма фон Ураха позива да завлада овом новооснованом уставном монархијом; - Прихватио је понуду и са породицом се преселио у Вилњус; - Није знао Литвански језик; - 2. новембра 1918. - збачен је због тога што многи нису били задовољни његовом владавином. | Миндаугас II |